# Орден республіки (КНР)
Орден республіки (кит.: 共和国勋章; піньїнь: Gònghéguó Xūnzhāng) — одна з двох найвищих нагород Китайської Народної Республіки для громадян Китаю. 27 грудня 2015 року Постійний комітет Всекитайських зборів народних представників прийняв закон про заснування трьох національних орденів «За заслуги»: Орден республіки, Національне почесне звання — за внесок у певних галузях і галузях — і міжнародного Ордену дружби, заснованої 1 січня 2016 року.

## Опис
Орден республіки приймає загальну кольорову схему червоного та золотого кольорів. На значку зображено державний герб і п'ятипроменеву зірку, а також символічні зображення Хуанхе, Янцзи, гірських вершин і півоній (зокрема mǔdān牡丹, або Paeonia × suffruticosa). Ланцюжок містить мотиви, навіяні китайським вузлом (中国结), руї (如意) і орхідеєю. У процесі його виготовлення задіяні різні техніки обробки металу, включаючи холодне кування, філігранну інкрустацію та емалювання.

## Нагороджені
2019 рік
- Ю Мін (于敏)
- Шень Цзілань (申纪兰) (жінка)
- Сунь Цзядун (孙家栋)
- Лі Яньнянь (李延年)
- Чжан Фуцін (张富清)
- Юань Лунпін (袁隆平)
- Хуан Сюхуа (黄旭华)
- Ту Юю (屠呦呦) (жінка)

2020 рік
- Чжун Наньшань (钟南山)